# Valle dei Nuraghi

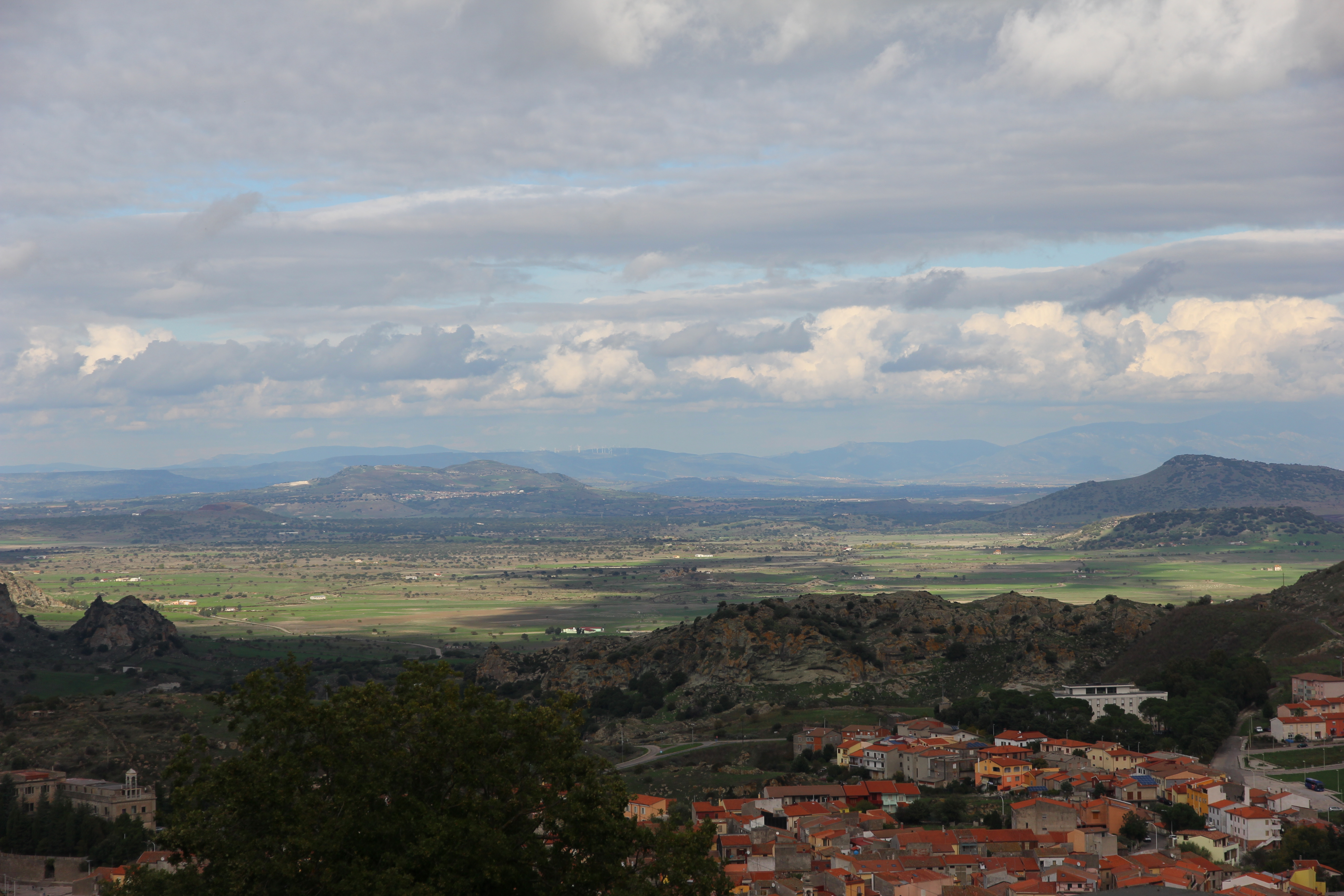
Vista della valle

La valle dei Nuraghi è una denominazione moderna, coniata nel XX secolo, che definisce un'area del Logudoro Meilogu, in Sardegna, estesa nei territori dei comuni di Torralba, Giave, Bonorva, Mores, Thiesi, Bonnanaro, Borutta, Cheremule e Ittireddu,  nella quale sono presenti i resti di oltre trenta nuraghi e di dieci tombe di giganti.
In quest'area favorevoli fattori ambientali e climatici hanno contribuito alla formazione di insediamenti umani, attestati da resti di stanziamenti all'aperto, di insediamenti in grotta e di necropoli a ipogeo (domus de janas: tra queste quella di Sant'Andrea Priu, presso Bonorva, riutilizzata come chiesa rupestre da religiosi di osservanza bizantina, e quella di Mandra Antine, nelle campagne di Thiesi, che presenta decorazioni dipinte di protomi taurine. Vi si trova inoltre il dolmen Sa Coveccada, posto in agro di Mores.
Tra i resti di numerosi nuraghi e dei relativi villaggi, l'esempio più imponente è costituito dal nuraghe Santu Antine, a pianta trilobata.
Per l'epoca successiva sono presenti scarse testimonianze fenice e puniche, che attestano la frequentazione commerciale dell'area, e più numerosi resti di epoca romana repubblicana e imperiale.

## Contesto geografico
Il territorio è costituito da ampie vallate circondate da modesti rilievi di origine vulcanica; nelle zone basse scorrono alcuni corsi d'acqua tra i quali il rio Mannu, il rio Tortu e il rio Pudidu, alimentati da ricche sorgenti.
Il clima mite e la fertilità dei terreni hanno agevolato l'antropizzazione dell'area.

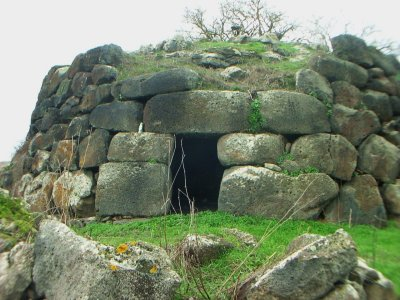
Ingresso al Nuraghe Culzu

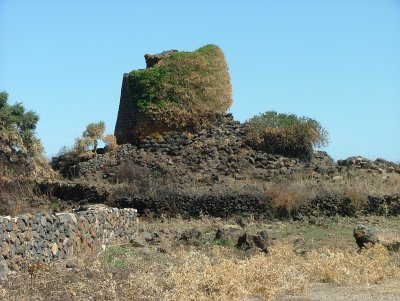
Nuraghe Ruju, fra Mores e Torralba

## Storia
Le prime tracce di civiltà in questo territorio risalgono al Neolitico recente (3500-2700 a.C.) come dimostrano gli ipogei detti domus de janas (case delle fate, nell'immaginario popolare) di "Su Siddadu" e di "Santu Jorzi", scavati in un costone calcareo nei pressi dell'ex strada statale Carlo Felice e quelli situati sotto l'altipiano di San Pietro di Sorres. Dello stesso periodo è anche il dolmen "Su Crastu Coveccadu", nelle vicinanze del rio Tilchiddesu. Gli ipogei vennero riutilizzati durante il periodo Eneolitico (2007 - 1800 a.C.).
Le testimonianze più numerose sono tuttavia quelle del periodo nuragico (XVII-VIII/VII secolo a.C.): tra l'età del bronzo medio e gli inizi dell'età del ferro (XVII-VIII/VII secolo a.C.) nell'area, che ha una superficie di 36,7 km2, sorsero circa trenta nuraghi e dieci tombe dei giganti.
I nuraghi, più numerosi nella regione di Cabu Abbas e nella zona del rio Mannu comprendono esempi monotorre (nuraghi Culzu, Longu e Padru), o bilobati (nuraghe Ruju) e trilobati (Santu Antine).
Le tombe dei giganti sono state in gran parte distrutte, ma ne rimangono in alcuni casi gli elementi essenziali e una pianta leggibile sul terreno: tra queste la tomba di Sa Pedra Longa con stele in trachite e betilo a sezione piano convessa inserito nel braccio destro dell'esedra, e quella di Sa Pedra Covaccada, presso il dolmen di Su Crastu Covaccadu, che presenta una grande stele calcarea centinata e il corridoio ancora interrato, ma con segni di violazioni.
Il nuraghe, chiamato anche "reggia nuragica" di Santu Antine venne scavato nel XIX secolo ad opera del principe di Carignano Carlo Alberto, del geografo-naturalista Alberto La Marmora e del linguista e archeologo Giovanni Spano. A partire dal 1933 fu sottoposto ad indagini sistematiche dal Soprintendente agli scavi e musei archeologici della Sardegna Antonio Taramelli, che effettuò scavi nella torre centrale, nel bastione e nell'area dell'ingresso principale, dove furono anche rinvenute strutture più tarde, pertinenti ad una villa rustica romana. Altre campagne di scavo negli anni sessanta, permisero di portare alla luce alcune capanne del villaggio circostante e di individuare sovrapposizioni di epoche successive per le strutture più prossime al nuraghe; la frequentazione proseguì l'età romana, dal III al I secolo a.C., fino al tardo impero (V secolo) e per tutto l'alto Medioevo.

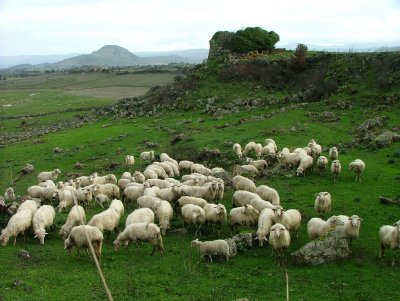
Nuraghe Fraigas

Nel territorio della Valle sono state rinvenute sedici pietre miliari (attualmente conservate nel locale Museo della Valle dei Nuraghi) da riferirsi alle due importanti direttrici viarie (tra Cagliari e Porto Torres e Olbia e una seconda strada disposta in senso est-ovest, che la collegava ad un'altra direttrice nord-sud dell'isola.
In epoca medievale vi sorsero la chiesa di Sant'Andrea (più antica e attualmente in abbandono) con abside in basalto sul lato est e la chiesa di Nostra Signora di Cabu Abbas, con paramento bicolore in trachite e calcare e bassorilievo interpretato come il "Buon Pastore".